# NXT Championship
NXT Championship – światowy tytuł mistrzowski profesjonalnego wrestlingu stworzony i promowany przez federację WWE w brandzie NXT. Jest ono najważniejszym pojedynczym tytułem w owym brandzie. Jest to jeden z trzech głównych tytułów w WWE obok World Heavyweight Championship i Undisputed WWE Universal Championship, który odnosi się do zunifikowanego WWE Championship i WWE Universal Championship.

## Historia
Mistrzostwo zostało po raz pierwszy zaprezentowane 1 sierpnia 2012 na NXT, kiedy to komisarz NXT Dusty Rhodes ogłosił turniej "Gold Rush", w którym czterech wrestlerów z NXT i czterech z głównego rosteru zmierzy się o bycie pierwszym w historii NXT Championem, kończąc tym samym historię tytułu FCW Florida Heavyweight Championship, które zostało zdezaktywowane w związku z zamknięciem rozwojówki FCW miesiąc wcześniej. Pierwszy mistrz został wyłoniony 26 lipca 2012, gdzie Seth Rollins pokonał Jindera Mahala w finale turnieju. 19 listopada 2016 na gali NXT TakeOver: Toronto, Samoa Joe stał się pierwszym wrestlerem, który zdobył tytuł więcej niż jeden raz.
1 kwietnia 2017 podczas WrestleMania Axxess, generalny menadżer NXT William Regal ogłosił odnowienie wyglądów wszystkich pasów NXT. Nowy pas NXT Championship został zaprezentowany na gali NXT TakeOver: Orlando przed pojedynkiem Bobby'ego Roode'a z Shinsuke Nakamurą.

### Turniej inauguracyjny
|  | Ćwierćfinały         | Ćwierćfinały         |     |     | Półfinały | Półfinały |  |  | Finał | Finał |
|  |                      |                      |     |     |           |           |  |  |       |       |
|  |                      |                      |     |     |           |           |  |  |       |       |
|  |                      |                      |     |     |           |           |  |  |       |       |
|  | Richie Steamboat     | Pin                  |     |     |           |           |  |  |       |       |
|  | Richie Steamboat     | Pin                  |     |     |           |           |  |  |       |       |
|  | Leo Kruger           |                      |     |     |           |           |  |  |       |       |
|  | Richie Steamboat     |                      |     |     |           |           |  |  |       |       |
|  |                      |                      |     |     |           |           |  |  |       |       |
|  |                      | Jinder Mahal         | Sub |     |           |           |  |  |       |       |
|  | Jinder Mahal         | Jinder Mahal         | Sub | Sub |           |           |  |  |       |       |
|  | Jinder Mahal         |                      |     | Sub |           |           |  |  |       |       |
|  | Bo Dallas            |                      |     |     |           |           |  |  |       |       |
|  | Jinder Mahal         |                      |     |     |           |           |  |  |       |       |
|  |                      |                      |     |     |           |           |  |  |       |       |
|  |                      | Seth Rollins         | Pin |     |           |           |  |  |       |       |
|  | Seth Rollins         | Seth Rollins         | Pin | Pin |           |           |  |  |       |       |
|  | Seth Rollins         |                      |     | Pin |           |           |  |  |       |       |
|  | Drew McIntyre        |                      |     |     |           |           |  |  |       |       |
|  | Seth Rollins         | Pin                  |     |     |           |           |  |  |       |       |
|  | Seth Rollins         | Pin                  |     |     |           |           |  |  |       |       |
|  |                      | Michael McGillicutty |     |     |           |           |  |  |       |       |
|  | Michael McGillicutty | Pin                  |     |     |           |           |  |  |       |       |
|  | Michael McGillicutty | Pin                  |     |     |           |           |  |  |       |       |
|  | Justin Gabriel       |                      |     |     |           |           |  |  |       |       |
|  |                      |                      |     |     |           |           |  |  |       |       |

## Wygląd pasa mistrzowskiego
Oryginalny projekt pasa NXT Championship był prosty: duża złota płyta środkowa w kształcie litery „X” z mniejszymi literami „N” i „T” po lewej i prawej stronie środka. Pas zawierał łącznie sześć płyt bocznych, trzy po obu stronach płyty środkowej; każda płyta boczna zawierała tylko logo WWE. Kiedy po raz pierwszy zostały wprowadzone, boczne płyty miały logo zdrapki WWE, ale w sierpniu 2014 roku wszystkie istniejące wcześniej mistrzostwa WWE otrzymały niewielką aktualizację, zmieniając logo zdrapki na obecne logo WWE, które było pierwotnie używane na WWE Network. Płyty znajdowały się na dużym czarnym skórzanym pasku.
Podczas WrestleMania Weekend 2017 wszystkie istniejące w tamtym czasie pasy tytułowe NXT zostały przeprojektowane. Nowe pasy mistrzowskie zostały zaprezentowane na TakeOver: Orlando tej samej nocy i wręczone zwycięzcom ich walk. Podobnie jak w poprzednim projekcie, płytki były złote i na czarnym skórzanym pasku. Litera „X” ponownie dominowała w środkowej płycie z mniejszymi literami „N” i „T” odpowiednio po lewej i prawej stronie. Jednak na tym nowym projekcie litery znajdowały się na ośmiokątnej płytce. Nad „X” znajdowało się logo WWE, a pod „X” baner z napisem „Champion”. Prosta ozdoba z dodatkiem srebra w pozostałej części płyty. Zgodnie z większością innych mistrzostw WWE, nowy projekt zawierał boczne płyty ze zdejmowaną częścią środkową, które można było spersonalizować za pomocą logo mistrza; domyślne tabliczki zawierały logo WWE.
5 kwietnia 2022 roku, w odcinku NXT 2.0, panujący mistrz Bron Breakker zadebiutował z nowym projektem pasa; jest w dużej mierze podobny do poprzedniej wersji (2017-2022), ale srebro za logo zostało zastąpione wielokolorową farbą (pasującą do schematu kolorów NXT 2.0), a litery „N” i „T” na płycie środkowej zostały zaktualizowane do stylu czcionki logo NXT 2.0. Zaktualizowano również domyślne płyty boczne, zastępując logo WWE logo NXT 2.0. Nowy tytuł zachowuje czarny skórzany pasek. Kiedy we wrześniu nazwa „NXT 2.0” powróciła do nazwy „NXT”, domyślne tabliczki boczne zostały zaktualizowane o nowe logo NXT.
Wraz z przeniesieniem NXT do The CW 1 października 2024 roku program otrzymał nowe logo. W rezultacie zarówno męskie, jak i żeńskie pasy mistrzowskie NXT otrzymały aktualizację na tym samym odcinku. Mają w większości ten sam design, co ich poprzednia wersja, ale z logo NXT z ery The CW na płycie środkowej i płytach bocznych, z większą ilością globusa widocznego za logo na płycie środkowej. Wielokolorowa farba z wersji NXT 2.0 (2022–2024) również została usunięta, a płyty są teraz głównie srebrne ze złotymi akcentami.

## Panowania
W historii tytułu było 33 panowania wśród 25 mistrzów i trzy wakaty tytułu. Pierwszym mistrzem był Seth Rollins. Jedyne panowanie Adam Cola jest najdłuższe – wynosi 403 dni. Pierwsze panowanie Karriona Krossa jest najkrótsze i wynosi 4 dni. Bo Dallas jest najmłodszym mistrzem (zdobył tytuł dwa dni przed 23. urodzinami), zaś najstarszym posiadaczem jest rekordowo trzykrotny mistrz Samoa Joe, który po raz trzeci sięgnął po tytuł w wieku 42 lat.
Obecnym mistrzem jest Oba Femi, który jest w swoim pierwszym panowaniu. Pokonał poprzedniego mistrza Tricka Williamsa i Eddy’ego Thorpe’a w triple threat matchu na NXT: New Year’s Evil, 7 stycznia 2025.